# Zentralkomitee der Polnischen Vereinigten Arbeiterpartei

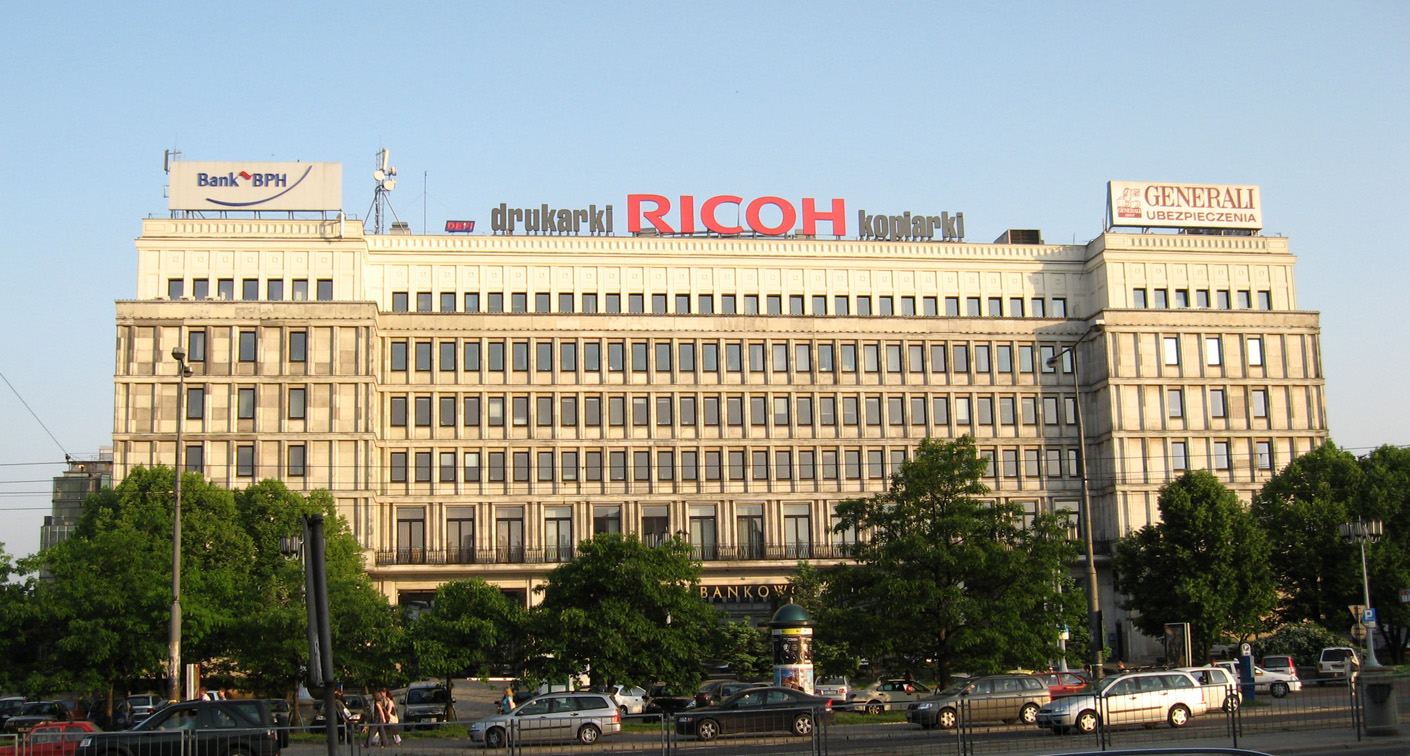
Ehemaliger Sitz des Zentralkomitees in Warschau, Polen

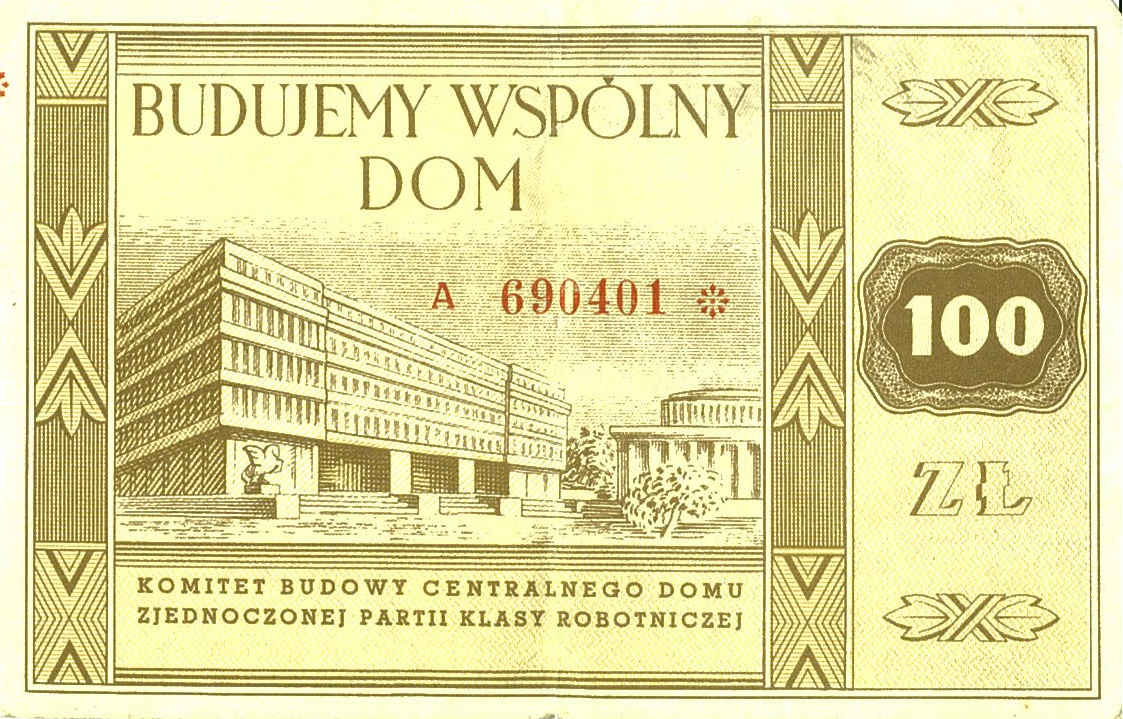
Cegiełka für den Bau des Zentralkomitees der PZPR in Warschau (heute das Bank- und Finanzzentrum)

Das Zentralkomitee der Polnischen Vereinigten Arbeiterpartei (polnisch: Komitet Centralny Polskiej Zjednoczonej Partii Robotniczej, Abk. KC PZPR) war das zentrale Regierungsorgan der Polnischen Vereinigten Arbeiterpartei (Polska Zjednoczona Partia Robotnicza), der dominierenden politischen Partei in der Volksrepublik Polen (1948–1990).

## Vorsitzende des ZK
- 1. Sekretär Bolesław Bierut (22. Dezember 1948–12. März 1956; bis 17. März 1954 als Generalsekretär)
- 1. Sekretär Edward Ochab (20. März 1956–21. Oktober 1956)
- 1. Sekretär Władysław Gomułka (21. Oktober 1956–20. Dezember 1970)
- 1. Sekretär Edward Gierek (20. Dezember 1970–6. September 1980)
- 1. Sekretär Stanisław Kania (6. September 1980–18. Oktober 1981)
- 1. Sekretär Wojciech Jaruzelski (18. Oktober 1981–29. Juli 1989)
- 1. Sekretär Mieczysław Rakowski (29. Juli 1989–29. Januar 1990)

## Sitz des Zentralkomitees
Der Sitz des Zentralkomitees befand sich bis zum Jahr 1990 in einem Gebäude, das offiziell Haus der Partei (Dom Partii) hieß und umgangssprachlich Weißes Haus (poln. Biały Dom) genannt wurde. Dieses Gebäude war zwischen 1948 und 1952 aus „Spenden“ (cegiełka) der gesamten Gesellschaft errichtet worden. Heute beherbergt das Gebäude das Bank- und Finanzzentrum.
Koordinaten: 52° 13′ 51,8″ N, 21° 1′ 20,6″ O